# Џурчол
Џурчол је народ који живи у Јужном Судану у региону Бахр ел Газал око градова Вав и Авејл. Укупно их има око 60 до 70 хиљада, живе седентарно и баве се пољопривредом и сточарством. Говоре луо језиком и подељени су у племена.